# Комменда
Комменда (лат. commendare, поручать) — первоначально вакантное, временно замещавшееся соседним духовным лицом место, а также приход, с которого доходы временно поступали мирянину. В франкском государстве существовали особые мирские аббаты, коммендатарные (abbates commendatarii) — священнослужители или, иногда, миряне, владеющие аббатством на праве in commendam (от лат. commenda — опека), то есть отчуждающий доходы аббатства в свою пользу, однако, не имеющий церковной юрисдикции над монахами.
Возникновение практики передачи церковных бенефиций на праве in commendam относится к IV веку. Первоначально под этим понималось временное замещение священнослужителем вакантной церковной кафедры или поста аббата, что происходило вследствие каких-то трудностей с назначением постоянного священника (на праве in titulum) или крайней бедности прихода, чьи доходы не были достаточны для нормального содержания церковнослужителя.
Со временем практика назначения в аббатства коммендаторов, не участвующих в монашеской деятельности, но изымающих доходы данной церковной организации, стала достаточно широко применяться в католической церкви. Папы римские использовали этот институт для поощрения епископов и других священнослужителей, замещающих иные церковные посты (зачастую, даже в других странах). Поскольку коммендатор не осуществлял церковных функций, аббатства стали передаваться не только духовным, но и светским лицам. Это могли быть люди, оказывавшие разного рода услуги церкви, местные дворяне, патронирующие данное аббатство, или любые другие лица, даже весьма далёкие от религии. Зачастую назначение коммендатора приводило к полному упадку аббатства, хотя по каноническому праву коммендатор был обязан направлять часть своих доходов на содержание священника, осуществляющего церковную юрисдикцию над монахами и выполняющего религиозные обряды. Передача аббатств светским лицам стала особенно распространённой в период Авиньонского пленения пап и Великой схизмы.
Практика назначения коммендаторами лиц, не имеющих никакого отношения к церкви, и занимающихся только выбиванием средств с переданных им аббатств, в XVI веке стала одним из поводов критики католической церкви протестантами. В некоторых странах (Англия, Шотландия) после победы Реформации и упразднения монашества и аббатств должность коммендатора ещё некоторое время сохранялась и использовалась протестантскими дворянами для изъятия доходов с несекуляризированных церковных земель. Со временем, однако, аббатства были преобразованы в светские баронии и переданы на ленном или ином феодальном праве новым владельцам.
Католическая церковь осудила злоупотребления при назначениях коммендаторов на Тридентском соборе 1545—1563 гг. В период XVII—XIX веков практика комменды постепенно сходила на нет. Согласно Кодексу канонического права 1917 года право передачи церковных бенефиций на праве in commendam могло использоваться лишь для материального обеспечения кардиналов, живущих в Риме. В кодексе канонического права 1983 года понятие комменды полностью ликвидировано.